# Eris trimaculata
Eris trimaculata là một loài nhện trong họ Salticidae.
Loài này thuộc chi Eris. Eris trimaculata được Richard C. Banks miêu tả năm 1898.